# Litka, Borsod-Abaúj-Zemplén
Litka este un sat în districtul Encs, județul Borsod-Abaúj-Zemplén, Ungaria, având o populație de 46 de locuitori (2011). 

## Demografie
Componența etnică a satului Litka
     Maghiari (100%)
Componența confesională a satului Litka
     Reformați (30,43%)
     Necunoscută (69,57%)
Conform recensământului din 2011, satul Litka avea 46 de locuitori. Din punct de vedere etnic, majoritatea locuitorilor (100,0%) erau maghiari. Nu există o religie majoritară, locuitorii fiind  și reformați (30,43%). Pentru 69,57% din locuitori nu este cunoscută apartenența confesională.